# Operace Barkhane
Operace Barkhane byla protipovstalecká vojenská operace, která začala 1. srpna 2014 a oficiálně byla ukončena 9. listopadu 2022. Operaci vedly ozbrojené síly Francie po většinu trvání o síle 3000 vojáků, které měly základnu ve městě N'Djamena v Čadu. Operace byla vedena ve spolupráci s pěti africkými zeměmi, které všechny bývaly francouzské kolonie: Burkina Faso, Čad, Mali, Mauritánie a Niger  (tzv. G5 Sahel). Mali z operace vystoupilo v srpnu 2022. Operace byla nazvána po typu písečné duny, která tvarem připomíná půlměsíc (tzv. barchan).
Francouzská armáda původně vpadla do Mali v roce 2013 během operace Serval, během které se jí povedlo dobýt sever země od islamistů. Po tomto úspěchu byla připravena navazující operace Barkhane, která měla vítězství zopakovat v pásu Sahelu. Cílem bylo vojensky podpořit místní vlády a armády v boji s islamisty a tím jim zabránit ve vytvoření základen v tomto regionu pro případné útoky na Evropu. 
Během vojenského převratu v Mali v srpnu 2020 byl armádou svržen prezident Ibrahim Boubacar Keïta. Novým prezidentem se stal bývalý ministr obrany a armádní důstojník Bah Ndaw. Nicméně ten byl armádou svržen již v květnu 2021 během dalšího vojenského převratu. Ten vedl plukovník Assimi Goïta, který se poté stal prozatímním prezidentem Mali. V regionu se také začaly projevovat silné protifrancouzské nálady. Francouzské vojsko se muselo do srpna 2022 stáhnout z Mali a prezident Emmanuel Macron následně prohlásil, že v následujících měsících bude operace Barkhane přetransformována. Nicméně v listopadu byla nakonec ukončena.

## Pozadí
Jedním z dopadů druhé občanské války v Libyi bylo i vytvoření nestability v regionu severního Mali, který způsobilo povstání Tuaregů proti centrální vládě. Toho ihned využily islamistické skupiny, které toto území ovládly. V reakci spustila Francie v lednu 2013 operaci Serval, během které do července 2014 území úspěšně dobyli zpět.
Tehdejší francouzský ministr obrany Jean-Yves Le Drian následně prohlásil, že operace ukázala nestabilitu regionu Sahelu a nutnost zajištění podpory tamním státům v boji s islamisty. V srpnu 2014 tak byla spuštěna navazující operace Barkhane. Tehdejší francouzský prezident François Hollande uvedl, že nasazení francouzských vojsk v regionu napomůže rychlému zásahu v případě krizí.

## Operace Barkhane
Francie nasadila nejdříve kolem 3000 vojáků, z nichž 1000 vyslala do Mali, 1200 si založilo základnu v Čadu a zbytek byl rozdělen do okolních zemí, zejména v Nigeru, Pobřeží slonoviny a v Burkina Fasu.
V roce 2018 Spojené království poskytly tři helikoptéry. Roku 2020 poté bylo nasazeno i několik desítek vojáků. Roku 2018 se do operace s několika desítkami vojáků zapojilo i Estonsko. V únoru 2021 dodalo vojáky a techniku také Švédsko, které ale zase začalo stahovat již od ledna 2022.
Během operace proběhlo několik vojenských převratů v zapojených afrických zemích. 
- V srpnu 2020 proběhl vojenský převrat v Mali, který následoval v květnu 2021 další vojenský převrat.
- V dubnu 2021 se v Čadu s podporou armády chopil moci Mahamat Déby, a to po smrti svého otce, dlouholetého prezidenta, Idrisse Débyho. Toto převzetí moci podpořil i francouzský prezident Emmanuel Macron, který byl také osobně na pohřbu Idrisse Débyho.
- V září 2021 proběhl v regionu Sahelu vojenský převrat v Guineji.
- V lednu 2022 sesadili vzbouření vojáci v Burkina Fasu prezidenta země Rocha Marka Christiana Kaborého. Do čela země stanul podplukovník Paul-Henri Sandaogo Damiba. Na konci září 2022 prezidenta Damiba opět svrhla armáda. Novým prezidentem byl jmenován Ibrahim Traoré.

Operace vzbudila silné antifrancouzské nálady v regionu, které navíc podněcovaly operace ruské Wagnerovy skupiny. Ta například převzala roli vojenské podpory v boji s islamisty po odchodu Francie z Mali po srpnu 2022. Operují také např. v Nigeru. Při kritice Francie se znovu objevoval pojem Françafrique, který označuje tvrdé hájení zájmů Francie v regionu svých bývalých koloniích. Podle kritiků jde o neokolonialismus.